# Beni Abbes
Beni Abbes (àrab: بني عباس, Banī ʿAbbās) és una ciutat algeriana, capital de la zona de Saoura, al sud-oest d'Algèria.

## Història
Els primers pobladors de la zona eren de la tribu Banu Hassan, que van emigrar a Sakia-el-Hamra i de Mauritània al segle xii. Quaranta anys després d'aquestes primeres migracions, Mehdi ibn Youssef, dels Oulad Mehdi, arribà a Beni Abbes de Sakia-el-Hamra, amb Ali Ben Moumen de la tribu Aribe.
Sidi Ali ibn Yahia, dels Ouled Rahou, i Alkhalfi ibn Abdel Wassaa i Sidi Moussa bin Ali, dels Ouled Ali bin Moussa, arribaren a la zona en el segle xiv. Es van separar fins a l'arribada de Sidi Mouhamed ibn Abd Eslam, qui va proposar la fundació d'un nou Ksar el 1605.
Una mica més tard Taleb Belkacem ibn Abdelah, dels Ouled Hamed, va arribar a la zona de Tmentite.

### La intervenció francesa el de març de 1901
Beni Abbes participà en la Guerra d'Algèria entre 1954 i 1962. El 1957, els habitants de la Ksar de la Palma van ser expulsats per les tropes franceses, i es van veure obligats a construir un nou Ksar.